# Dr. Jekyll and Mr. Hyde (film 1920 Haydon)
Dr. Jekyll and Mr. Hyde è un film muto del 1920 diretto da J. Charles Haydon. Haydon firmò anche la sceneggiatura del romanzo di Stevenson. Il mese prima era uscito nelle sale la versione di Dr. Jekyll and Mr. Hyde interpretata da John Barrymore.

## Trama
Il dottor Jekyll sogna di creare una pozione che possa dividere il bene e dal male nella personalità umana. Risvegliatosi, si rende conto della pericolosità di una pozione del genere e rinuncia ai suoi esperimenti.

## Produzione
Il film fu prodotto da Louis Meyer per la Pioneer Film Corporation.

## Distribuzione
Distribuito dalla Pioneer Film Corporation, il film uscì nelle sale cinematografiche USA nell'aprile 1920.

### Date di uscita
IMDb
- USA	aprile 1920
- Giappone	17 dicembre 1920